# Hoét đá họng trắng
Hoét đá họng trắng (danh pháp hai phần: Monticola gularis) là một loài chim trong họ Muscicapidae.
Nó được tìm thấy ở Campuchia, Trung Hoa, Hong Kong, Nhật Bản, bán đảo Triều Tiên, Lào, Malaysia, Myanma, Nga, Singapore, Thái Lan, và Việt Nam. Môi trường sinh sống tự nhiên của nó là rừng ôn đới.

## Liên kết ngoài

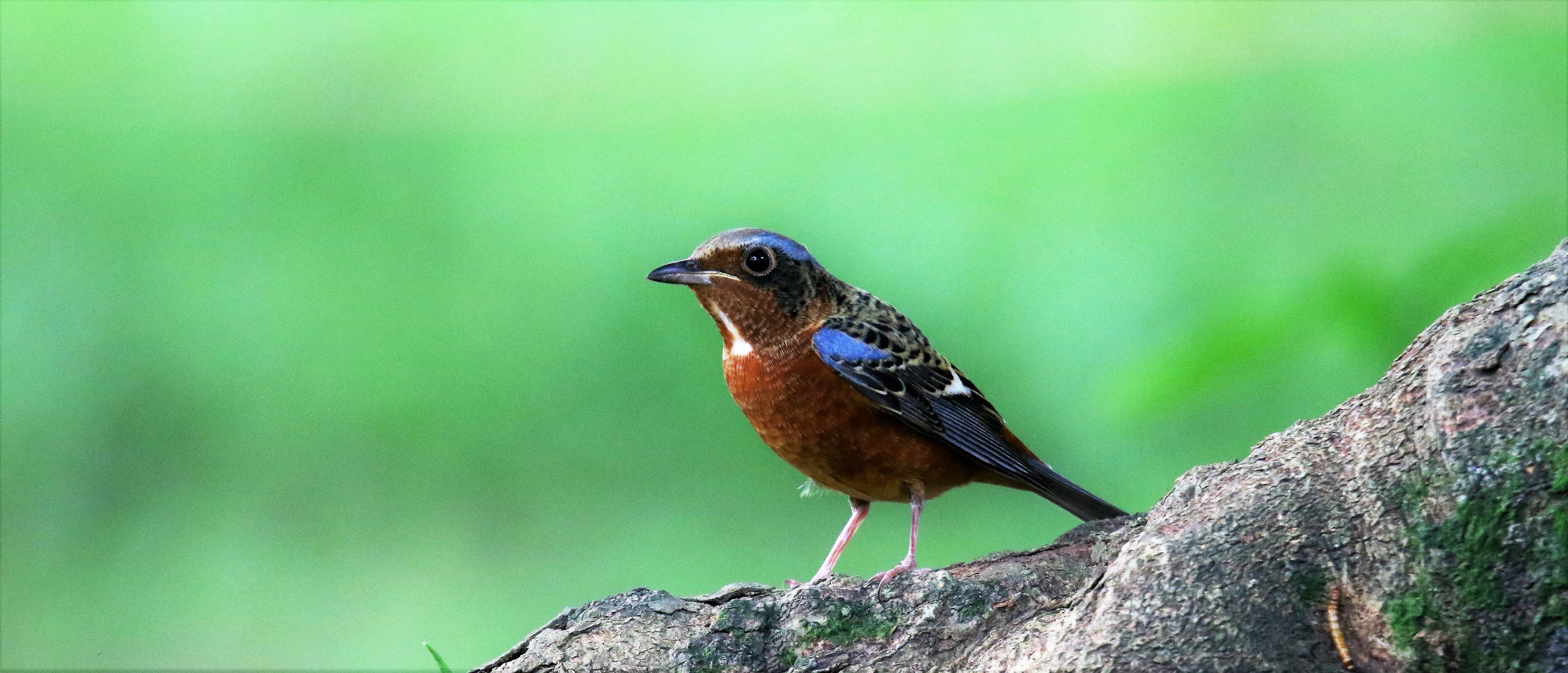
Hoét đá họng trắng

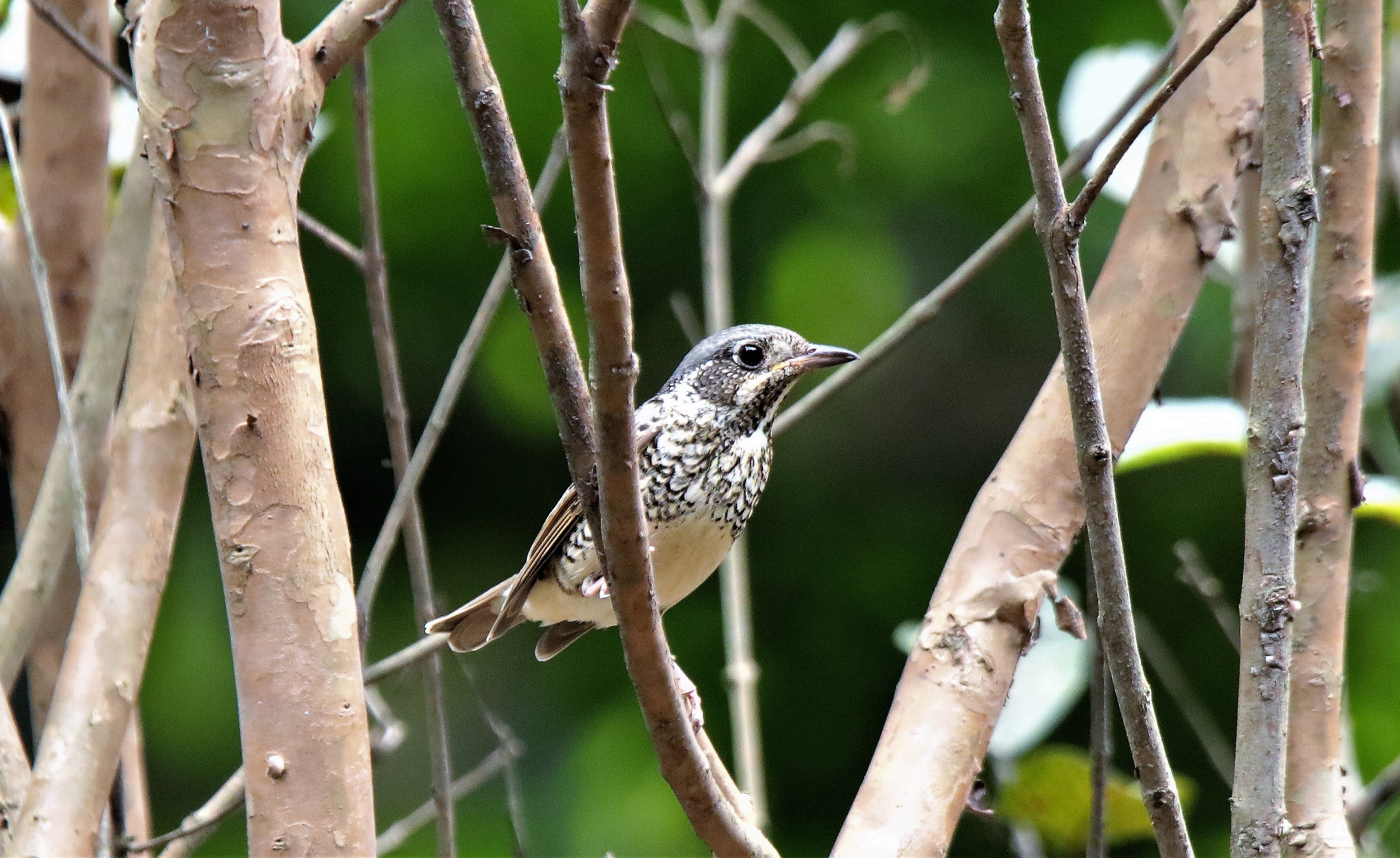
Chim mái